# مفهوم قواعد البيانات

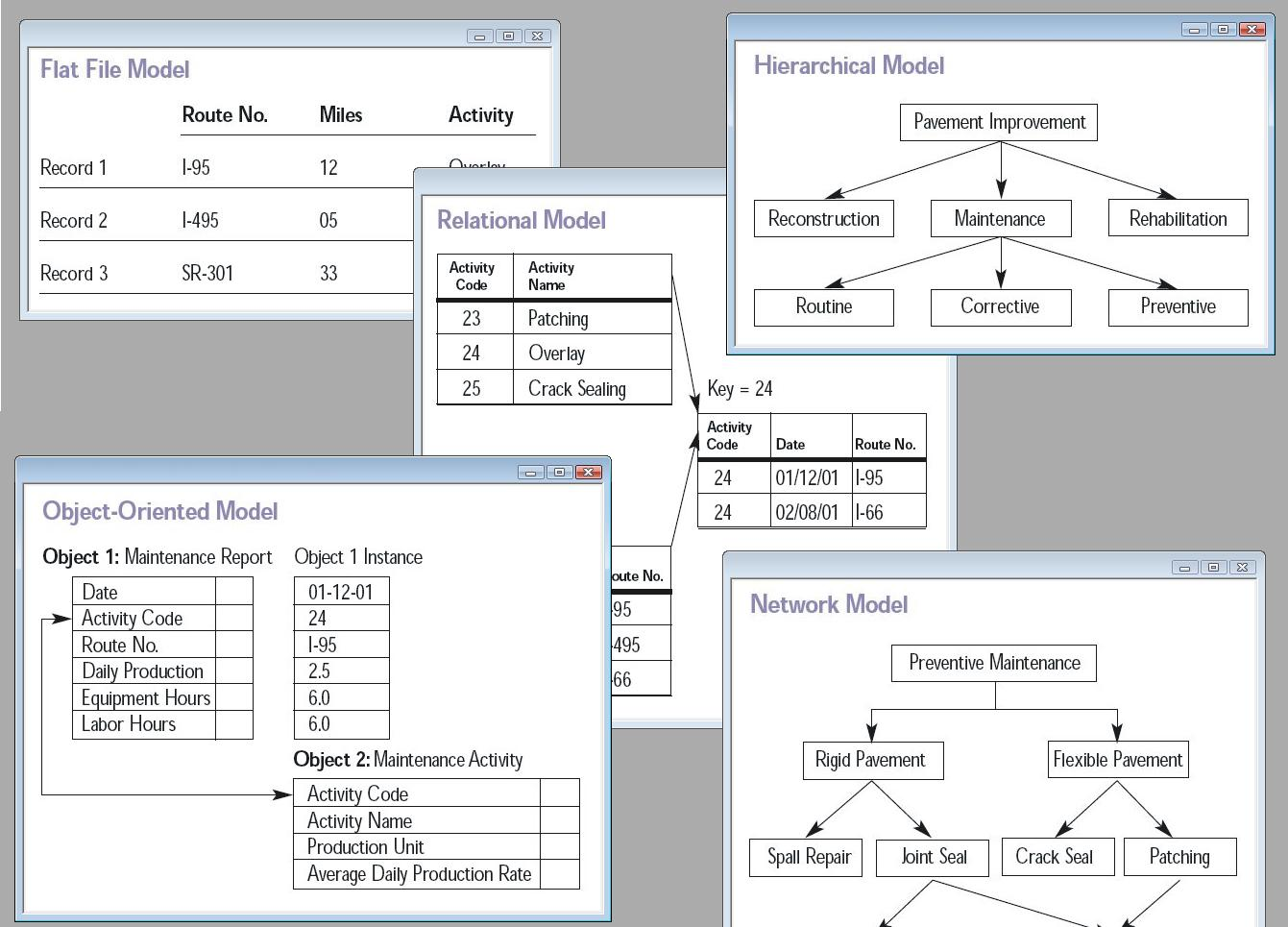

مفهوم قواعد البيانات عبارة عن عملية متسلسلة تسمح ببناء قاعدة بيانات صلبة ومتماسكة وغير متكررة العناصر.
تتألف هذه العملية من ثلاث مراحل أساسية ممثلة بثلاثة نماذج:
- النموذج التصوّري
- النموذج الترابطي
- النموذج التقني

و فيما يلي توضيح هذه النماذج:

## النموذج التصوّري
يعتبر النموذج التصوّري الخطوة المؤسسة في مسار عملية تحليل قواعد البيانات. وهذه المرحلة تقضي بتجريد المسألة الواقعية المطروحة للقيام بنوع من إعادة تكوين لهذه المسألة في سبيل الوصول إلى حل في الإطار التطبيقي على الآلة.
تبدأ عملية بناء هذا النموذج بتحليل المسألة المطروحة وحاجاتها التي يجب أن تنجز بعناية. ومن ثم تتم ترجمة هذا التحليل إلى نموذج مرئي (graphic shema) والذي يمثل بدوره النموذج المفاهيمي.
يوجد طريقتين للقيام بهذا النموذج:
1- طريقة الكيانات والعلاقات (Entity relationship): وهذه الطريقة تستطيع ان تطبق بمفهومين:
1. مفهوم شين (Chen): والذي انجزه الباحث شين (Chen) عام 1976 ويعتير شين المؤسس لطريقة الكيانات العلاقات
2. مفهوم الMERISE والتي انجزت بواسطة (Tardieu و al.) عام 1985.

2- وطريقة (Class diagrams of UML).

## النموذج الترابطي
النموذج الترابطي هو المرحلة الثانية في عملية تحليل قواعد البيانات. ويعتبر هذا النموذج من المراحل الآساسية في مفهوم قواعد البيانات فمن خلال هذا النموذج تتم عملية التطبيق على الآلة.
تتم عملية بناء هذا النموذج بتحويل النموذج التصوّري إلى علاقات، عبر اتباع قواعد محددة. العلاقة هي عبارة عن مجموعة فرعية من مجموعة الضرب الديكارتي (Cartesian Poduct) بين عدد من المجالات (Domain): يمكن تشبيه العلاقة بجدول من عدة عواميد، وكل خط منه يعتبر تجسيد(instantiation) لهذه العلاقة.
وقد تم مؤخرا إصدار نموذج جديد يدعى النموذج الترابطي الغرضي (Relationnel object) وهو مقتبس عن التحليل الغرضيّ التوجه، حيث تصبح العلاقات عبارة عن جداول أغراض.
وبعد عملية بناء النموذج الترابطي، غالبا ما يتم ما يسمى بالتطبيع (Normal ization) حيث يتم دراسة النموذج الترابطي في هدف تحسينه.
وهناك عدة أشكال من التطبيع وكل واحدة منها لديها قواعد محددة:
1. الشكل التطبيعي الأول (1NF: First normal form)
2. الشكل التطبيعي الثاني (2NF)
3. الشكل التطبيعي الثالث (3NF)
4. الشكل التطبيعي ل بويس-كود (Boyce_Codd NF)
5. الشكل التطبيعي الرابع (4NF)
6. الشكل التطبيعي الخامس (5NF)

وغالبا يتم السعي إلى تطبيق الشكل التطبيعي الثالث.

## النموذج التقني
النموذج التقني هو المرحلة الأخيرة من مفهوم قواعد البيانات، حيث يتم تطبيق النموذج الترابطي على الآلة، عبر برامج إدارة قواعد البيانات واستخدام لغة ال "الأس كي أل (SQL).
ويوجد العديد من هذه البرامج، منها:
- أوراكل(ORACLE)، وهو برنامج إدارة قواعد بيانات ترابطيّة، وترابطيّة غرضية في آخر اصداراته. وهو نظام مخصص للتطبيقات العالية المستوى (Professional).
- ماي أس كيو أل (MySQL)، وهو برنامج إدارة قواعد بيانات ترابطيّة، ويستخدم خصوصا لبناء مواقع متحركة على شبكة الإنترنت بمساعدة لغة الPHP
- بوسغر أس كيو أل (PosgreSQL) وهو برنامج إدارة قواعد بيانات ترابطيّة وترابطيّة غرضية، وهو برنامج منتج وقوي ويشكل بديلا مفتوح المصدر (Open Source) للبرامج التجارية مثل أوراكل
- أكسس (Access) وهو برنامج إدارة قواعد بيانات ترابطيّة من شركة مايكروسوفت العالمية، وهو مخصص للتطبيقات الصغيرة والكبيرة.